# Ringo Jacobs
Ringo Jacobs (20 februari 1981), is een Belgische voetballer die bij Sporting Eizeringen speelt. In de jeugdreeksen speelde hij bij RSC Anderlecht. Daarna speelde hij voor Eendracht Aalst (in eerste en tweede klasse), Denderhoutem, Denderleeuw, SV Zulte Waregem en RS Waasland.